# Мано Менезес
Лу́їс Анто́ніо Ве́нкер де Мене́зес або просто Ма́но Менезес (порт. Luiz Antonio Venker de Menezes, нар. 11 червня 1962, Пасо ду Собрадо, Ріу-Гранді-ду-Сул, Бразилія) — футбольний тренер, з 2016 року очолює «Крузейро».
Прізвисько походить від раннього дитинства, коли його сестра називала його «Мано» (популярний термін сленгу португальською означає «брат»).

## Кар'єра
Мано Менезес грав у любительських клубах свого рідного штату Ріу-Гранді-ду-Сул. Кар'єру розпочав у клубі «Росаріу», яким керував його батько. Там він грав в нападі і півзахисті, поки не був переведений на позицію центрального захисника. Потім грав за клуб «Флуміненсе» з міста Мату-Лейтан. Єдиним його професіональним клубом став «Гуарані» (Венансіу-Айріс), куди він перейшов у кінці 1970-х років. У цьому клубі він став капітаном і допоміг команді вийти в другу лігу чемпіонату Ріу-Гранді-ду-Сул. В кінці своєї кар'єри Менезес отримав тренерську освіту.
Його першим клубом став рідній «Гуарані», який він очолив у 1997 році. Потім він тренував інші невеликі бразильські клуби. У 2003 році Менезес здобув деяку популярность в країні, дійшовши до півфіналу Кубка Бразилії з скромним клубом «15 листопада» (Кампу-Бон).
У квітні 2005 року Менезес очолив «Ґреміу», який вилетів в серію В. Мано допоміг команді повернувся у вищий бразильський дивізіон і наступного року виграв з клубом чемпіонат Ріу-Гранді-ду-Сул та зайняв 3 місце в чемпіонаті Бразилії. У 2007 році Менезес довів «Ґреміу» до фіналу Кубка Лібертадорес. При ньому клуб провів 169 ігор, вигравши 89, 35 звівши внічию і 45 разів програвши.
У кінці 2007 року Менезес був призначений головним тренером «Корінтіанса», що вилетів в серію В. Цікаво, що останньою грою Менезеса як тренера «Греміо» став матч саме з «Корінтіансом». У 2008 році Мано вивів клуб у фінал Кубка Бразилії, але там команда програла «Сан-Паулу», а також зайняв перше місце в серії В чемпіонату Бразилії. Наступного року тренер привів клуб до виграшу чемпіонату Сан-Паулу і перемоги в Кубку Бразилії. У 2010 році клуб зайняв 4 місце в чемпіонаті Сан-Паулу і вийшов до 1/8 фіналу Кубка Лібертадорес.
У червні 2010 року Менезесу було запропоновано очолити збірну Бразилії. 24 липня він офіційно став головним тренером національної команди. Менезес сказав: «Я з радістю і гордістю згодився стати головним тренером збірної». Уболівальникам «Корінтіанса» Менезес сказав:
| Виявлення відчуттів уболівальників були щирими, і це має для мене дуже велике значення. Нечасто тренер удостоюється такого. Крім того, наші уболівальники горді ще і тим, що їх тренер працюватиме з головною командою країни. Думаю, що якщо оцінити мою роботу в клубі, то можна сказати, що я добився непоганих результатів[5]. |
Першим матчем збірної під керівництвом Менезеса стала гра з командою США. На цей матч тренер запросив лише 4 гравців, що виступали на чемпіонаті світу 2010.

## Титули і досягнення
- Срібний олімпійський призер: 2012
- Переможець Суперкласіко де лас Амерікас: 2011, 2012